# The Pedestrian
The Pedestrian est un jeu vidéo de plateforme de puzzle à défilement latéral développé et publié par le studio américain. Skookum Arts LLC. Le jeu est sorti à l'origine en janvier 2020 pour Linux, MacOS et Microsoft Windows. En août 2020, un portage pour PlayStation 4 a été annoncé pour janvier 2021, lors d'une présentation State of Play.

## Accueil
The Pedestrian a reçu des critiques positives sur l'agrégateur de critiques Metacritic.